# San Juan Bautista Suchitepec
San Juan Bautista Suchitepec è un comune del Messico, situato nello stato di Oaxaca.